# Guerra Junqueiro

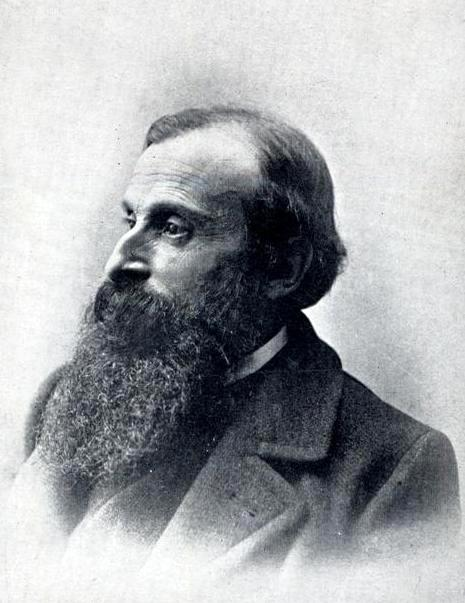

Abilio Manuel Guerra Junqueiro, född 17 september 1850, död 7 juli 1923, var en portugisisk politiker, journalist och poet.
Efter lovande förstlingsdikter väckte Guerra Junqueiro stort uppseende med Morte de D. João, en realistisk, ofta cynisk satir på sociala förhållanden. Samma ton behölls i Velhices do Padre eterno ("Den evige faderns ålderssvaghet", 1884) och var avsedd även för Morte de Jehovah, vilken dock aldrig utkom, då Guerra Junqueiro på äldre dagar ångrade sina anfall mot religionen och det bestående. Bland Guerra Junqueiros övriga dikter märks de av spänningen med Storbritannien framkallade fosterländska Finis patriæ (1890) och Patria (1891). I Portugal ansågs han vid tiden för sin död som en av landets främsta poeter.